# Nobuhiko Obayashi
Nobuhiko Obayashi (大林 宣彦, Ōbayashi Nobuhiko) Onomichi, 9 de gener de 1938 - Setagaya, Tòquio; 10 d'abril de 2020) va ser un director, guionista i editor de pel·lícules i anuncis de televisió japonès. Pioner en l'ús de les cintes de 8 i 16 mm. al Japó. Les seves pel·lícules es caracteritzen pel seu estil visual surrealista.

## Biografia
Va iniciar estudis de medicina, que va abandonar pel cinema, a mitjan anys cinquanta va ingressar a la Universitat de Seijo per estudiar arts. Al costat de Shuji Terayama i Donald Richie va iniciar diversos projectes de cinema experimental.
Va començar la seva carrera durant els anys 1960 com una figura pionera en el cinema experimental japonès, etapa que va durar deu anys, i dirigint comercials, alguns d'ells protagonitzats per l'actor Charles Bronson per a una campanya de productes masculins, abans de passar a dirigir obres més convencionals, com a televisió i llargmetratges.

### Etapa experimental
Pioner en l'ús del 8 mm. i 16 mm. considerats per a no professionals i enregistraments casolans, va trobar en aquests format una fórmula econòmica i adaptable al seu concepte que va aplicar a les sèries de curts i mediometrajes on va emprar la tècnica stop-motion –animació en volum– amb un estil personal diferenciat, un exemple d'això van ser Dandanko (1960), E no Naka no Shoujo (1960) ambdues de 8 mm. Al costat de la tècnica stop-motion, va usar muntatges en els quals accelera i desaccelera els plans amb els quals les seves cintes adquireixen dinamisme, aquesta tècnica la va aplicar en Mokuyoubi (1961), Katami (1963), Nakasendo (1963) i a Onomichi (1963) una sèrie de tema paisatgístic. Durant aquesta etapa va emprar a més tècniques com el muntatge fragmentat, música pop inspirat en el fotograva parpelleig. Aquesta etapa finalitza amb Confession en 1968, en el qual el director va passar una període de deu anys sense rodar.

### Retorn
Després d'un període de deu anys sense producció, estrena com a director rodant Hausu estrenada 1977. La pel·lícula va ser encarregada per la productora Toho en 1975, qui li va proposar rodar fora del circuit comercial convencional. El guió de Hausu va partir del bombardeig d'Hiroshima i fa un gir de rosca al gènere de terror donant lloc a una cinta experimental aclamada per la crítica internacional.
Dirigió en 1983 Live-action, basada en les novel·les Tok wo Kakeru Shoujo del autor Yasutaka Tsutsui. Malgrat que roman majorment desconegut fora de el Japó, ha rodat més de quaranta pel·lícules en els seus 50 anys de treball en el mitjà. La seva obra pòstuma va ser Labyrinth of Cinema (2019).
La seva última obra Labyrinth of Cinema (2019), tenia previst la seva estrena el 10 d'abril de 2020, però va ser retardat a causa de la pandèmia mundial per coronavirus.

## Defunció
A l'agost de 2016 va ser diagnosticat de càncer de pulmó en estadi IV, amb una esperança de vida de tres mesos, va morir quatre anys després, el 10 d'abril de 2020, als 82 anys en el seu domicili en Setagaya, a Tòquio, a causa d'aquesta malaltia.

## Filmografia parcial
| Any  | Pel·lícula                                   | Director | Guionista | Productor | Editor | Notes                                                | Ref(s)        |
| ---- | -------------------------------------------- | -------- | --------- | --------- | ------ | ---------------------------------------------------- | ------------- |
| 1964 | Complexe                                     | Sí       | Sí        | Sí        | Sí     | Curtmetratge; Primera pel·lícula d'Obayashi en 16 mm | [ 10 ]        |
| 1966 | Émotion                                      | Sí       | Sí        |           |        | Curtmetratge                                         | [ 11 ]        |
| 1977 | Hausu                                        | Sí       | Sí        | Sí        | Sí     | També director d'efectes especials                   | [ 12 ]        |
| 1977 | Hitomi no naka no houmonsha                  | Sí       |           |           |        | també apareix com actor                              |               |
| 1978 | Furimukeba Ai                                | Sí       |           |           |        | també conegut com Take Me Away!                      | [ 13 ]        |
| 1979 | Kindaichi Kosuke no boken                    | Sí       |           |           |        |                                                      | [ 14 ]        |
| 1981 | Nerawareta gakuen                            | Sí       |           |           |        |                                                      |               |
| 1982 | Tenkôsei                                     | Sí       |           |           |        | També coneguda com Exchange Students                 |               |
| 1982 | Kawaii Akuma                                 | Sí       |           |           |        |                                                      | [ 15 ]        |
| 1983 | Toki o Kakeru Shōjo                          | Sí       |           |           |        |                                                      | [ 16 ]        |
| 1983 | Reibyo densetsu                              | Sí       |           |           |        |                                                      | [ 17 ]        |
| 1983 | Lover Comeback To Me                         | Sí       |           |           |        |                                                      | [ 18 ]        |
| 1984 | Shounen Keniya                               | Sí       |           |           | Sí     | Única pel·lícula animada d'Obayashi                  |               |
| 1984 | Haishi                                       | Sí       |           |           | Sí     |                                                      |               |
| 1985 | Sabishinbô                                   | Sí       |           |           |        |                                                      |               |
| 1985 | Shimaizaka                                   | Sí       |           |           |        |                                                      | [ 19 ]        |
| 1986 | Kare no ootobai, kanojo no shima             | Sí       |           |           | Sí     |                                                      | [ 20 ]        |
| 1986 | Noyuki yamayuki umibe yuki                   | Sí       |           |           |        |                                                      | [ 21 ]        |
| 1987 | Hyôryu kyôshitsu                             | Sí       | Sí        |           | Sí     |                                                      |               |
| 1988 | Ijintachi to no Natsu                        | Sí       |           |           |        |                                                      |               |
| 1989 | Pekin no suika                               | Sí       |           |           |        |                                                      | [ 22 ]        |
| 1991 | Futari                                       | Sí       |           |           | Sí     |                                                      | [ 23 ] [ 24 ] |
| 1993 | Mizu no tabibito: Samurai kizzu              | Sí       | Sí        |           | Sí     |                                                      | [ 25 ]        |
| 1994 | Onna-zakari                                  | Sí       |           |           | Sí     |                                                      | [ 26 ]        |
| 1995 | Ashita                                       | Sí       |           |           |        |                                                      | [ 27 ]        |
| 1998 | Sada: Gesaku · Abe Sada no shôgai            | Sí       |           |           | Sí     |                                                      | [ 28 ] [ 29 ] |
| 1998 | Kaze no uta ga kikitai                       | Sí       |           |           | Sí     |                                                      |               |
| 2002 | Nagoriyuki                                   | Sí       |           |           | Sí     |                                                      |               |
| 2004 | Riyû                                         | Sí       |           |           |        |                                                      |               |
| 2012 | Kono sora no hana: Nagaoka hanabi monogatari | Sí       | Sí        |           | Sí     |                                                      | [ 30 ]        |
| 2014 | No no nanananoka                             | Sí       | Sí        |           | Sí     |                                                      | [ 31 ]        |
| 2017 | Hanagatami                                   | Sí       | Sí        |           | Sí     |                                                      | [ 32 ]        |
| 2019 | Labyrinth of Cinema                          | Sí       | Sí        | Sí        | Sí     | Última pel·lícula                                    |               |